# Tårs (Lolland Kommune)
 For alternative betydninger, se Tårs. (Se også artikler, som begynder med Tårs)
Tårs er en lille havneby i Sandby Sogn på Lolland. Først og fremmest kendt som overfartsby til Langeland på LangelandsFærgen-ruten Spodsbjerg-Tårs. Tårs befinder sig i Lolland Kommune og tilhører Region Sjælland.
Fra havnebyen er der 12 kilometer til Nakskov. En motortrafikvej fører fra Tårs Færgehavn til Halsted.
54°52′58″N 11°1′41″Ø / 54.88278°N 11.02806°Ø